# Tomori Kusunoki
Tomori Kusunoki (楠木ともり, Kusunoki Tomori), née le 22 décembre 1999 à Tokyo, est une seiyū (doubleuse) japonaise. Elle a fait ses débuts en tant que seiyū en 2017. En 2019, elle remporte le Prix de la meilleure nouvelle actrice des Seiyu Awards.

## Filmographie
| An   | Titre                                                                                 | Rôle                    |
| ---- | ------------------------------------------------------------------------------------- | ----------------------- |
| 2017 | Eromanga Sensei                                                                       | Collégienne             |
| 2017 | Senki Zesshou Symphogear AXZ                                                          | Chica                   |
| 2017 | Just Because!                                                                         | Membre du club de radio |
| 2017 | Girls' Last Tour                                                                      | Élève A                 |
| 2017 | Les Enfants de la baleine                                                             | Suzu                    |
| 2018 | Märchen Mädchen                                                                       | Hazuki Kagimura         |
| 2018 | Slow Start                                                                            | Miki Tokura             |
| 2018 | Kiratto Pri Chan                                                                      | Hikari Momoyama         |
| 2018 | Sword Art Online Alternative Gun Gale Online                                          | Llenn                   |
| 2018 | Anima Yell!                                                                           | Kotetsu Tatejima        |
| 2019 | Assassins Pride                                                                       | Angel Melinda           |
| 2020 | Rail Romanesque                                                                       | Mumumu                  |
| 2020 | Maou Gakuin no Futekigousha                                                           | Misha Necron            |
| 2020 | Love Live! Nijigasaki Gakuen School Idol Doukoukai                                    | Setsuna                 |
| 2020 | Yu-Gi-Oh! Sevens                                                                      | Romin Kirishima         |
| 2020 | Deca-Dence                                                                            | Natsume                 |
| 2020 | Majo no Tabitabi                                                                      | Selena                  |
| 2021 | My Senpai is Annoying                                                                 | Futaba Igarashi         |
| 2021 | Wonder Egg Priority                                                                   | Neiru Aonuma            |
| 2022 | Chainsaw Man                                                                          | Makima                  |
| 2022 | Bastard!!!                                                                            | Tia Noto Yoko           |
| 2022 | Prima Doll                                                                            | Karasuba                |
| 2023 | Butareba: The Story of a Man Turned into a Pig                                        | Jess                    |
| 2023 | Hikikomari Kyuuketsuki no Monmon                                                      | Gandesblood Terakomari  |
| 2023 | Keiken Zumi na Kimi to, Keiken Zero na Ore ga, Otsukiai Suru Hanashi.                 | Akari                   |
| 2023 | Tearmoon Empire                                                                       | Anne                    |
| 2023 | Spy Classroom                                                                         | Annette                 |
| 2023 | Zom 100: Bucket List of the Dead                                                      | Shizuka Mikazuki        |
| 2023 | Tsundere Akuyaku Reijou Liselotte to Jikkyou no Endo-kun to Kaisetsu no Kobayashi-san | Lieselotte              |
| 2023 | Eiyuu-ou, Bu wo Kiwameru tame Tensei su : Soshite, Sekai Saikyou no Minarai Kishi ♀   | Olfa Leone              |